# 박춘식 (1921년)
박춘식(朴春植, 1921년 3월 20일 ~ 1979년 2월 10일)은 일제강점기와 대한민국의 군인이며 관료이다.

## 학력
- 1941년 만주국 육군훈련학교 7기 졸업
- 1948년 대한민국 육군사관학교 5기 졸업
- 1949년 대한민국 육군보병학교 졸업
- 1957년 대한민국 국방대학교 졸업

## 생애
일제 강점기 말기에 만주국의 육군훈련학교를 제7기로 졸업하고 간도특설대에서 복무하였다. 1945년 태평양 전쟁 종전 시점에는 만주군 중위였다.
태평양 전쟁이 종전되자 미군정 지역으로 남하하여 대한민국 육군 장교가 되었다. 육군사관학교 제5기 졸업생으로 박정희의 제자이기도 하며, 한국 전쟁 중 박정희가 9사단 참모장으로 있을 때 작전참모로 근무하면서 인간적인 감화를 받아 박정희 인맥에 포함되었다.
1955년에 육군대학을 졸업하고 37사단장을 거쳐 12사단장에 임명되었다. 박정희가 1961년에 5·16 군사정변을 일으켰을 때 12사단을 이끌고 참여했다. 춘천 근교에 주둔해 있던 12사단은 춘천을 점령했다. 군사정변이 성공하여 군정이 실시되는 동안 교통부 장관으로 등용되었다.
군정이 끝난 뒤 1963년 6관구 사령관, 1966년 육군본부 관리참모부장, 1967년 육군 제3군단 군단장을 지냈고, 1968년 육군 소장으로 예편했다. 이후 삼화축산 사장을 역임하며 기업인으로 활동했다.
2008년 민족문제연구소가 발표한 친일인명사전 수록예정자 명단 중 군 부문에 선정되었다.

## 같이 보기
- 5·16 군사정변

## 참고 자료
- 박춘식 -  한국행정연구원

| 전임 김광옥 | 제14대 교통부 장관 1961년 8월 16일 ~ 1963년 2월 8일 | 후임 김윤기 |